# Isthmia

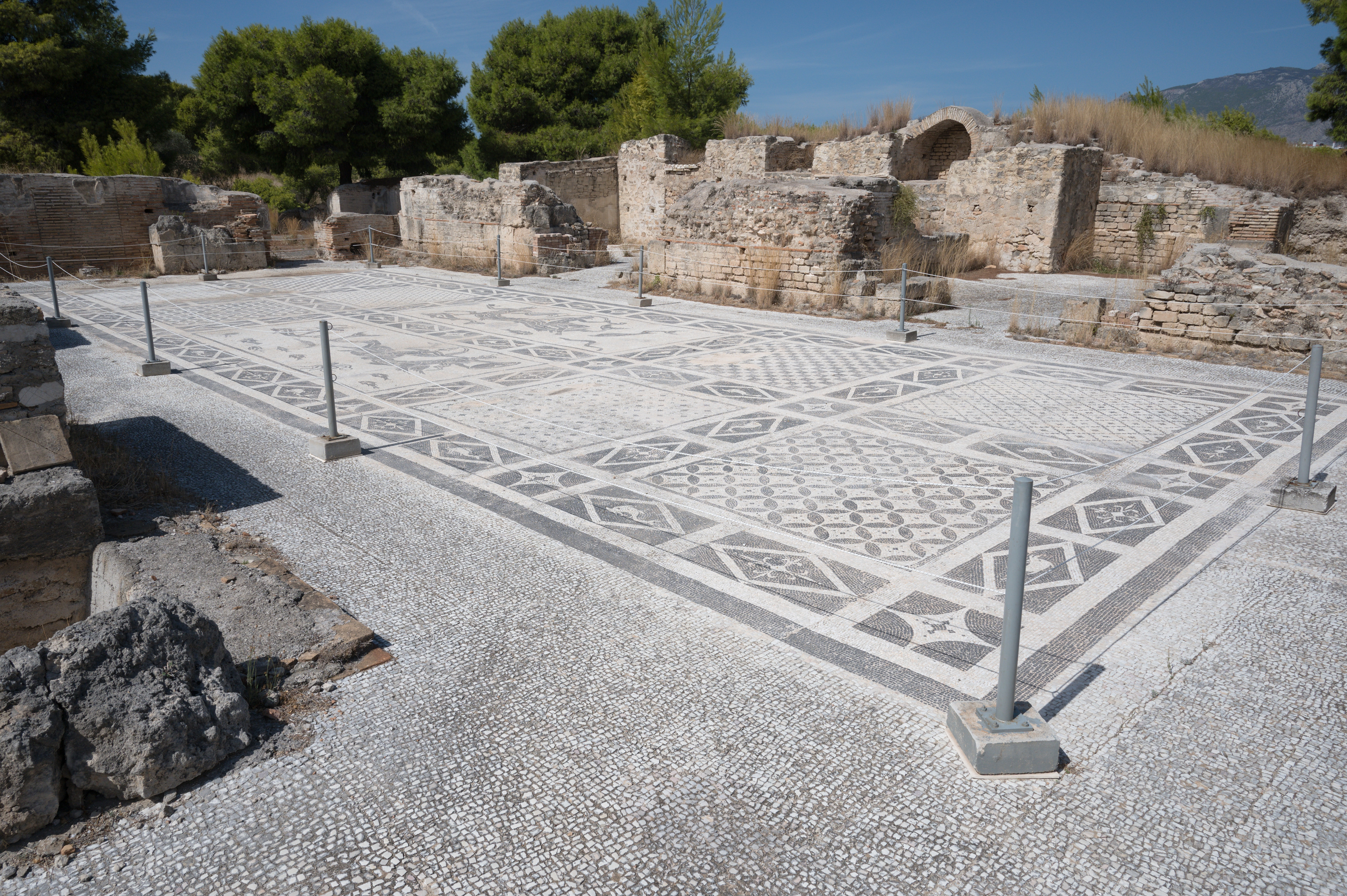
Zbytky lázní v Isthmii, postavených během doby římské (cca 150 n. l.) na základech lázní z doby klasické, které byly pravděpodobně využívány sportovci.

Isthmia, starořecky Ισθμία, byla starověká svatyně Poseidóna a místo konání isthmických her, jedněch ze čtyř panhelénských her. Pro svou výhodnou polohu byla také oblíbeným míst celořeckých shromáždění, ať už v době krize, či k příležitost oslav. Jméno Isthmia odkazuje na Korinthskou šíji (Ισθμός της Κορίνθου Isthmos tés Korinthos), na jejímž jižním břehu lokalita leží. Území svatyně se v moderní době nachází na území obce Isthmia, u jižního ústí Korinthského kanálu, asi deset kilometrů západně od území starověkého města Korinth.
Ve svatyni se uctívala také Poseidónova manželka Amfitríté a Melikertés-Palaimón. Melikertés měl být synem krále bojótského krále Athamanta a thébské princezny Ínó, který byl poté, co se s ním jeho matka vrhla do moře proměněn v mořského boha Palaimóna. Melikertovo tělo bylo následně nalezeno jeho strýcem Sysifem, králem Korinthu, a z následných pohřebních her se vyvinuly hry isthmické.

## Dějiny
Dějiny Isthmie sahají ještě do doby mykénské – okolo roku 1200 př. n. l. bylo místo opevněno, a společně s Olympií a Kalapodi patří ke kultovním místům klasického Řecka, na nichž byl kult praktikován už od konce doby mykénské, tedy zhruba od přelomu 2. a 1. tisíciletí př. n. l. V Isthmii však po dlouhou dobu nestál žádný chrám, do té doby byla nejvýznamnější stavbou plošina k hodování; kůlové jamky svědčí, že zde stály také dočasné příbytky. Ústředním prvkem kultu byla nejspíše oběť následovaná hodováním. Snadná dostupnost po souši a po vodě činila z Isthmu ideální místo pro shromáždění obyvatel roztroušených po Korintské šíji, kteří později založili polis Korinth. Na rozdíl od svatyní, jako byla Olympie nebo Delfy, které shromáždili velké množství darů z drahých kovů, měl poklad Isthmie méně aristokratický charakter a zahrnuje především terakotové sošky býků, zvířat zasvěcených Poseidónovi. Nálezy mnoha kamenů zhruba o velikosti vejce na obětišti naznačují, že obětované zvíře bylo kolektivně ukamenováno účastníky obřadu.
První chrám, zasvěcený Poseidónovi, byl v Isthmii postaven až v 7. století př. n. l. V jeho pozůstatcích nebyly zjištěny žádné známky po soše a je možné, že byl užíván především jako skladiště obětin a zásob. V peristylu chrámu se nacházel perirrhantérion, vyvýšené umyvadlo sloužící k očistě před vstupem do budovy, s podstavcem v podobě žen stojících na lvech, které naznačují orientální vliv. Mimo chrám pak stál třicet metrů dlouhý monumentální oltář. V 582 př. n. l. byly isthmické hry zařazeny mezi panhelénské, tedy slavené všemi Řeky, a došlo tak dalšímu rozvoji svatyně. Poté co v roce 470 př. n. l. shořel starý chrám byl urychleně nahrazen novou budovou v dórském stylu. V roce 390 př. n. l. shořel chrám znovu, ale i tentokrát byl rychle vybudován znovu. Dary v této době představovaly především zbraně a brnění, v tomto ohledu Isthmii překonávala pouze Olympia.
Svatyně byla opuštěna poté, co římský generál Lucius Mummius v roce 146 př. n. l. vyvrátil Korinth. V roce 44 př. n. l. nechal Julius Caesar Korinth znovu vybudovat a následně byly chrám a divadlo rekonstruovány a nově byl postaven Palaimónův chrám a lázně. Na konci 4. století byla svatyně opuštěna a stavební materiál použit na Hexamilliónovou zeď.
K dalším budovám v areálu patřily následující:
- běžecký stadion z 6. století př. n. l.[3]
- peribolos Palaimónovy svatyně z 5. století př. n. l.[3]
- divadlo z 5. století př. n. l.[3]